# توسا (ترانه)
«توسا» (به اسپانیایی: Tusa) ترانه‌ای از خواننده-ترانه‌پرداز کلمبیایی کارول جی و رپر ترینیدادی تبار نیکی میناژ می‌باشد. آن‌ها این ترانه را با کیتین و تهیه‌کننده اوی آن د درامز نوشته‌اند. این ترانه در ۷ نوامبر سال ۲۰۱۹ از سوی یونیورسال میوزیک لاتینو و ریپابلیک رکوردز به‌عنوان تک‌آهنگ اصلی سومین آلبوم استودیویی کارول جی تحت عنوان کی‌جی۰۵۱۶ منتشر گردید.